# Zeppo Marx
Herbert Marx (Nueva York, 25 de febrero de 1901-Palm Springs, 30 de noviembre de 1979), más conocido como Zeppo, fue un actor, comediante e ingeniero estadounidense. Fue el más joven de los Hermanos Marx.

## Carrera como actor
En las primeras cinco películas de los Hermanos Marx, Zeppo aparece como un personaje recto, romántico y poco cómico, tras lo cual abandonó el cuarteto (Gummo ya había dejado la actuación antes de la entrada de los Marx en el cine). De acuerdo con un artículo periodístico publicado en 1925, Zeppo tuvo un papel en la comedia A Kiss in the Dark, de Adolphe Menjou, pero no se conoce qué clase de personaje tuvo en ella ni la importancia de este, ya que todas las copias del film se han perdido. A pesar de que Zeppo contaba con habilidades cómicas suficientes, incluso para sustituir a su hermano Groucho en algunas representaciones, y era conocido por sus chistes entre bastidores, nunca creó un gran personaje cómico que pudiese rivalizar con los de Groucho, Harpo y Chico.
Zeppo fue el último de los Marx en escoger su apodo y no hay ninguna certeza sobre el origen del mismo. Groucho Marx dijo en una ocasión que su hermano había escogido este apodo en referencia al zepelín, artilugio volador probado por primera vez hacia la fecha de su nacimiento. No obstante, la idea más aceptada es que su nuevo nombre era una referencia al de otro actor de vodevil de la época, conocido como Mr. Zippo, al que Herbert se parecía físicamente. Menos seguida es la historia que sugiere que durante la época en que los Hermanos Marx se hacían pasar por granjeros para evitar servir en la Primera Guerra Mundial, estos se llamaban entre sí con nombres de palurdo, como Zeke o Zeb, y que en este caso, Zeb acabó transformándose en Zeppo. En cualquier caso, la terminación del nombre artístico en "o" se hizo siguiendo el ejemplo de sus hermanos Groucho, Harpo, Chico y Gummo.

## Carrera como ingeniero
Fuera de la actuación, Zeppo poseía un gran talento para el mundo de la mecánica, por lo que se ocupaba de que el coche de la familia Marx siguiera en funcionamiento. En 1941 fundó la empresa Marman Products, dedicada al diseño y ensamblaje de diversas piezas y material armamentístico requeridos por el ejército estadounidense durante la Segunda Guerra Mundial. Las abrazaderas con las que se amarró al Enola Gay la Little Boy, la bomba atómica lanzada sobre Hiroshima, fueron un diseño suyo y se construyeron en su fábrica. Asimismo, fundó una compañía teatral junto con su hermano Gummo e inventó un tipo especial de reloj de pulsera capaz de medir el pulso a personas afectadas de problemas cardíacos y lanzar una señal de alarma cuando este no registrase sus valores normales.

## Vida personal
Zeppo se casó el 12 de abril de 1927 con Marion Brenda, con quien no tuvo hijos. La pareja adoptó un niño, Timothy, en 1944 y se divorció finalmente en 1954. Cinco años después contrajo matrimonio nuevamente con Barbara Blakeley y adoptó al hijo de esta, Bobby Oliver, al que dio su apellido. Zeppo y Barbara se separaron en 1972, finalmente, divorciándose en 1973. Él no volvería a casarse, mientras que ella se uniría posteriormente al cantante Frank Sinatra.
Falleció en 1979, víctima de un cáncer de pulmón, siendo el último de los Hermanos Marx en fallecer. Fue incinerado, y las cenizas fueron esparcidas en el Océano Pacífico.

## Filmografía
- Humor Risk (1921) (solo se conservan unos pocos fragmentos)
- A Kiss in the Dark (1925) (sin acreditar)
- Los cuatro cocos (1929)
- El conflicto de los Marx (1930)
- Pistoleros de agua dulce (1931)
- Plumas de caballo (1932)
- Sopa de ganso (1933), de Leo McCarey